# Craig Breslow
Pour les articles homonymes, voir Breslow.
Craig Andrew Breslow (né le 8 août 1980 à New Haven, Connecticut, États-Unis) est un lanceur de relève gaucher de la Ligue majeure de baseball. 
Entré dans les majeures en 2005, Breslow évolue de 2012 à 2015 pour les Red Sox de Boston et participe à leur conquête de la Série mondiale 2013.

## Carrière
Diplômé de Yale en 2002, Craig Breslow est le premier Bulldog a rejoindre les rangs du baseball professionnel depuis 1981 et le repêchage de Ron Darling. Il est repêché le 4 juin 2002 par les Brewers de Milwaukee
Il débute dans l'organisation des Milwaukee Brewers où il joue en ligues mineures. Les Brewers le libèrent de son contrat en 2004. Il rejoint alors l'organisation des Padres de San Diego où il fait ses débuts en MLB le 23 juillet 2005. Il signe ensuite comme agent libre chez les Red Sox de Boston en 2006. Il dispute quelques matches avec les Red Sox, mais est surtout relégué en ligue mineure. En 2007, il ne fait aucune apparition en MLB.
Il quitte les Red Sox en 2007 et signe chez les Indians de Cleveland en 2008. Il reste seulement deux mois à Cleveland avant d'être remercié. Il rejoint les Twins du Minnesota le 29 mai 2008.

### Athletics d'Oakland
Il est transféré chez les Athletics d'Oakland le 20 mai 2009. En 2009, il apparaît dans 60 matchs des A's et maintient une moyenne de points mérités de seulement 2,60 avec sept victoires. Ceci lui permet d'abaisser sa moyenne, élevée au moment de quitter les Twins, à 3,36 en 77 sorties en relève en 2009.
En 2010, Breslow affiche une belle moyenne de 3,01 en 74 manches et deux tiers lancées en 75 sorties pour Oakland. Il remporte quatre matchs et récolte cinq sauvetages.
En 2011, sa moyenne est plus élevée : 3,79 en 59 manches et un tiers lancées lors de 67 sorties en relève.

### Diamondbacks de l'Arizona
Le 9 décembre 2011, les Athletics d'Oakland échangent Breslow et le lanceur partant droitier Trevor Cahill aux Diamondbacks de l'Arizona en retour de trois jeunes joueurs : les lanceurs droitiers Jarrod Parker et Ryan Cook et le voltigeur Collin Cowgill.

### Retour à Boston
Breslow revient chez les Red Sox de Boston le 31 juillet 2012 lorsque l'équipe l'obtient des Diamondbacks en retour du voltigeur Scott Podsednik et du releveur droitier Matt Albers. Il remporte la Série mondiale 2013 avec les Red Sox.

## Statistiques
| Saison | Équipe    | G   | GS | CG | SHO | V  | D  | SV | IP    | SO  | ERA  |
| ------ | --------- | --- | -- | -- | --- | -- | -- | -- | ----- | --- | ---- |
| 2005   | San Diego | 14  | 0  | 0  | 0   | 0  | 0  | 0  | 16.1  | 14  | 2,20 |
| 2006   | Boston    | 13  | 0  | 0  | 0   | 0  | 2  | 0  | 12.0  | 12  | 3,75 |
| 2008   | Cleveland | 7   | 0  | 0  | 0   | 0  | 0  | 0  | 8.1   | 7   | 3,24 |
| 2008   | Minnesota | 42  | 0  | 0  | 0   | 0  | 2  | 1  | 38.2  | 32  | 1,63 |
| 2009   | Minnesota | 17  | 0  | 0  | 0   | 1  | 2  | 0  | 14.1  | 11  | 6,28 |
| 2009   | Oakland   | 60  | 0  | 0  | 0   | 7  | 5  | 0  | 55.1  | 44  | 2,60 |
| 2010   | Oakland   | 75  | 0  | 0  | 0   | 4  | 4  | 5  | 74.2  | 71  | 3,01 |
| Totaux | Totaux    | 228 | 0  | 0  | 0   | 12 | 15 | 6  | 219.2 | 191 | 2,87 |

Note: G = Matches joués; GS = Matches comme lanceur partant; V = Victoires; D = Défaites; 
 SV = sauvetages; IP = Manches lancées; SO = retraits sur des prises; ERA = Moyenne de points mérités.